# Temelucha monticola
Temelucha monticola är en stekelart som beskrevs av Dasch 1979. Temelucha monticola ingår i släktet Temelucha och familjen brokparasitsteklar. Inga underarter finns listade i Catalogue of Life.